# Heinz Keller (Chemiker)
Heinz Keller (* 16. Oktober 1917 in Hannover; † 16. Januar 2014 in Konstanz) war ein deutscher Chemiker. Er war der zweite hauptamtliche Präsident der Fraunhofer-Gesellschaft.

## Leben
Keller promovierte im Jahr 1950. Als Vorstandsmitglied der Vereinigten Deutschen Metallwerke AG wechselte er 1974 zur Fraunhofer-Gesellschaft in München und war bis 1983 deren zweiter hauptamtlicher Präsident. Keller setzte während seiner Amtszeit ein umfassendes Reformwerk um. Am Ende seiner Amtszeit hatte sich die Zahl der Mitarbeiter der Fraunhofer-Gesellschaft verdoppelt und das Budget vervierfacht – von 81 Millionen Mark im Jahre 1973 auf 319 im Jahr 1983. Keller setzte neue Schwerpunkte wie die Mikroelektronik und die Solartechnik.

## Auszeichnungen
- 1981: Großes Verdienstkreuz der Bundesrepublik Deutschland
- 1983: Großes Verdienstkreuz mit Stern der Bundesrepublik Deutschland